# 小矢部バイパス
小矢部バイパス（おやべバイパス）は、富山県高岡市から同県小矢部市に至る、国道8号のバイパス（全長約8.5 km）である。

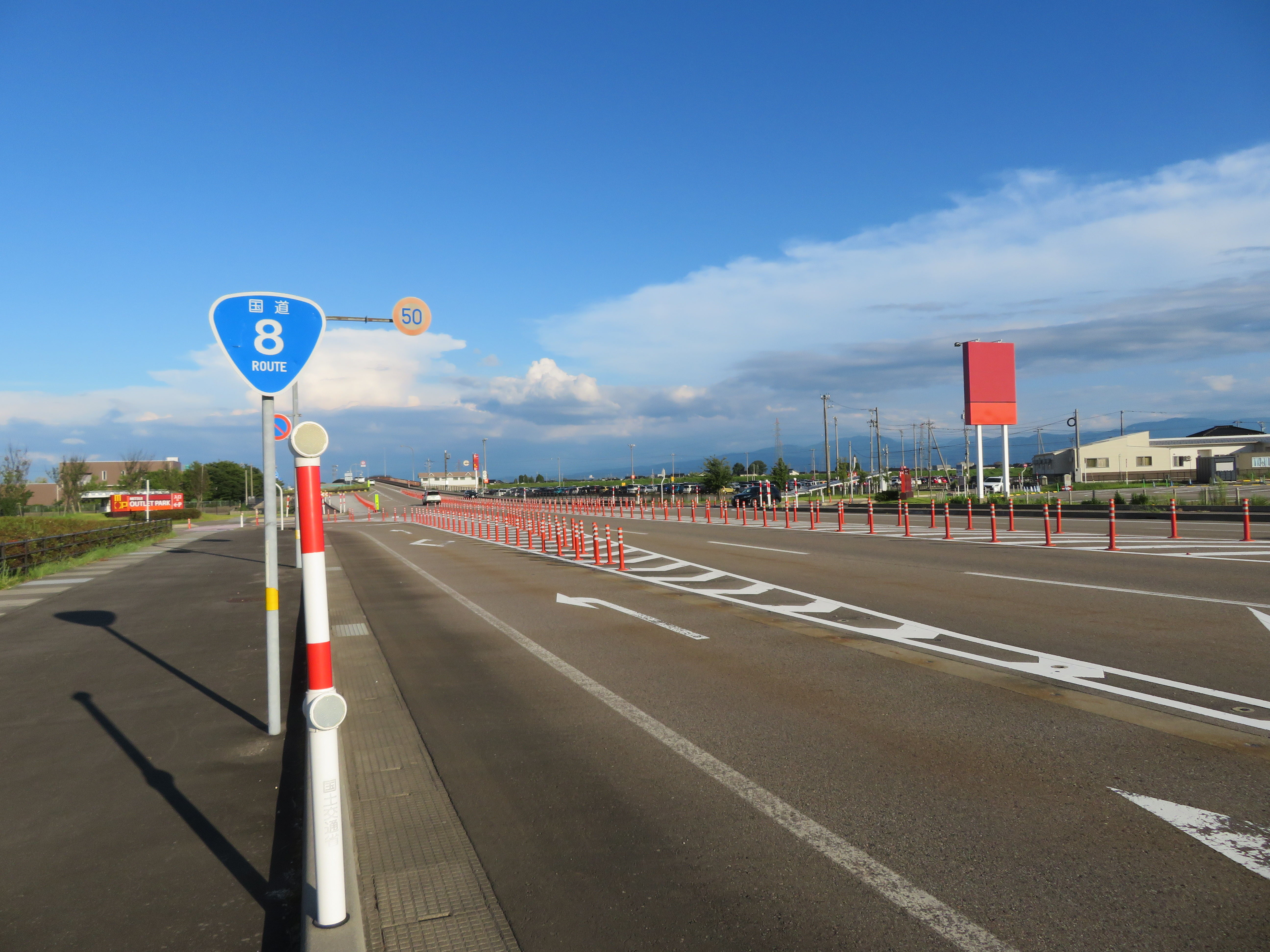
富山県小矢部市西中野付近

これまで同区間は小矢部市街地経由で15分かかっていたが、同バイパスの開通によって約半分に短縮された。また、福岡町開馞（かいほつ） - 小矢部市芹川間は能越自動車道福岡インターチェンジへのアクセス道路として整備された。

## 概要
- 起点 - 富山県高岡市福岡町開馞
- 終点 - 富山県小矢部市安楽寺
- 全長 - 8.5 km

### 小矢部市芹川 - 小矢部市安楽寺間
- 道路規格 - 第3種第1級
- 延長 - 6.5 km
- 道路幅員 - 28.0 m
- 車線数 - 暫定2車線（完成4車線）
- 車線幅員 - 3.5 m
- 設計速度 -  80 km/h

### 高岡市福岡町開馞 - 小矢部市芹川間
- 道路規格 - 第3種第2級
- 延長 - 2.0 km
- 道路幅員 - 17.0 m
- 車線数 - 2車線
- 車線幅員 - 3.5 m
- 設計速度 - 60 km/h

## 歴史
個別に出典が提示されていない箇所の出典→
- 1968年（昭和43年）1月 - 小矢部市議会で「北回りバイパス線」の早期実現に向けて運動を進めることが議決される。同年10月、北陸地方建設局長等から引き続き国の建設調査を実施し、小矢部バイパスを早急に実現するとの回答を得た。
- 1970年（昭和45年） - 富山県は北陸地方開発促進協議会を通して、翌年度の重点事業として政府に要請した82事業の中に、新規のものとして小矢部バイパスの建設も盛り込まれた。
- 1974年（昭和49年）7月 - 路線決定（小矢部市芹川 - 小矢部市安楽寺間6.5 km、完成時の幅員28 m、4車線、総事業費約95億円）
- 1976年（昭和51年）11月6日 - 都市計画決定
- 1977年度（昭和52年度） - 用地買収に着手
- 1978年（昭和53年） - 小矢部市芹川地内から着工。この間にも埋蔵文化財包蔵地の発掘調査を進めながら、工事が実施された。
- 1980年（昭和55年）5月27日 - 本格的に起工[2]。
- 1984年（昭和59年）12月6日 - 小矢部市芹川 - 小矢部市西中野間（1.55 km）供用開始[3]
- 1985年（昭和60年）2月 - 小矢部市西中野 - 小矢部市桜町間（0.37 km）供用開始。
- 1988年（昭和63年） - 福岡町開馞 - 小矢部市芹川間が事業化。
- 1991年（平成2年）9月 - 『源平トンネル』（仮称・小矢部第二トンネル、延長817 m、幅員10.75 m）開通[1]。同年10月30日には西側坑口に兜や火牛のデザインを施したレリーフ（高さ9.9m、横19.4m、上部に最大幅2.4mの鍬形が1.8m突き出ていて、顔の位置に当たる高さ8.65mの抗口を取り囲む格好になっている）が施される[4]。
- 1993年（平成5年）9月1日 - 小矢部市芹川 - 小矢部市安楽寺間（6.5 km）暫定2車線で供用開始[5]。
- 1996年（平成8年）3月28日 - 福岡町開馞 - 小矢部市芹川間（2.0 km）を供用開始[6]。
- 2015年（平成27年）7月 - 茅蜩橋左岸の約700m区間を4車線化[7]。
- 2024年（令和6年）4月24日 - 小矢部市芹川 - 小矢部市西中野間（1.4 km）を4車線化[8][9]。

## 路線状況

### 主要構造物
- 芹川跨線橋（小矢部市、あいの風とやま鉄道線・黒石川）
- 茅蜩橋（ひぐらしばし、小矢部市、小矢部川）
- 小矢部トンネル（小矢部市）
- 源平トンネル（小矢部市）

## 地理

### 通過する自治体
- 富山県
  - 高岡市 - 小矢部市

### 交差する道路
- 上側が起点側、下側が終点側。左側が上り側、右側が下り側。
- 交差する道路は、県道以上の道路および立体交差をするもしくは立体交差をする計画の道路。特記がないものは市町道。

| 交差する道路など                    | 交差する道路など                   | 交差する場所 | 交差する場所         | 交差する場所                   | 備考                                   |
| ----------------------------------- | ---------------------------------- | ------------ | -------------------- | ------------------------------ | -------------------------------------- |
| E41 能越自動車道 福岡IC             |                                    |              |                      |                                |                                        |
| 富山県道276号西中大滝線             |                                    | 高岡市       |                      | 木舟                           |                                        |
| 富山県道368号藤森岡線               | 富山県道368号藤森岡線              | 小矢部市     | 地崎                 |                                |                                        |
| 国道8号                             | 富山県道42号小矢部福光線           | 小矢部市     | 芹川(東)             | 高岡市街、富山、小矢部市街方面 |                                        |
| 小矢部川                            | 小矢部川                           | 小矢部市     | 茅蜩橋               | 茅蜩橋                         |                                        |
| 富山県道32号小矢部伏木港線          |                                    | 小矢部市     |                      | 西中野                         | 道の駅メルヘンおやべまで県道32号が重複 |
| 道の駅メルヘンおやべ                | 富山県道32号小矢部伏木港線         | 小矢部市     | 道の駅メルヘンおやべ | ここまで県道32号が重複         |                                        |
| 富山県道・石川県道74号小矢部津幡線  | 富山県道・石川県道74号小矢部津幡線 | 小矢部市     | 桜町遺跡             |                                |                                        |
| 宮中方面                            |                                    | 小矢部市     |                      |                                |                                        |
| 国道471号                           | 国道471号                          | 小矢部市     |                      |                                | 宝達志水、小矢部市街方面               |
| 石川県道・富山県道286号刈安安楽寺線 | 富山県道16号砺波小矢部線           | 小矢部市     |                      | 安楽寺(西)                     |                                        |
| 国道8号 津幡・金沢方面              |                                    |              |                      |                                |                                        |

## 接続するバイパスの位置関係
（京都方面）俱利伽羅バイパス - 倶利伽羅防災 -  小矢部バイパス - 現道 - 富山高岡バイパス（新潟方面）